# Jade Valerie
Jade Valerie Villalon (även känd under sitt artistnamn Jade Valerie), född 12 augusti 1980, är en amerikansk popsångare, låtskrivare och skådespelare. Hon var mellan 2000 och 2007 sångare och låtskrivare i bandet Sweetbox, som släppte fem studioalbum och ett antal samlingar. Efter att ha släppt två album under eget namn startade hon återigen ett nytt sidoprojekt tillsammans med sin producent, Geo, kallat Eternity∞.

## Karriär

### Gemstone
Som tonåring blev Jade, tillsammans med Christina Vidal och Crstal Grant en del av pop-rock-gruppen Gemstone. Inget studioalbum släpptes, dock släpptes några av låtarna senare av Jade under Sweetbox-eran.

### Sweetbox
Se huvudartikel Sweetbox.

### Jade Valerie
2007 lämnade Jade, tillsammans med Geo, Sweetbox för att starta ett nytt projekt under eget namn "Jade Valerie"
Det har hittills släppts två album, varav det ena är ett så kallat mini-album, Out of the Box, titeln var tänkt att föra tankarna till att hon nu lämnat Sweetbox bakom sig. 
2008 släppte hon sitt 7:e album under sin karriär som sångerska kallat Bittersweet Symphony.

### Eternity∞
I april meddelade Jade att hon och Geo startat ett nytt musikprojekt som var tänkt att återigen kombinera klassisk musik med pop, precis som de tidiga Sweetboxalbumen.

## Diskografi
Album
-Sweetbox-
- Classified (2001)
- Jade (2002)
- Adagio (2004)
- 13 Chapters (2004)
- After the Lights (2004)
- Best of Sweetbox (även släppt som Greatest Hits) (2005)
- Raw Treasures Volume 1 (2005)
- Addicted (2006)
- Live [CD+DVD] (2006)
- Best of 12" Collection (2006)
- Complete Best (2007)
- Rare Tracks (2008)
- Sweet Wedding Best (2008)
- Sweet Reggae Mix (2009)

-Jade Valerie-
- Out of the Box (2007)
- Bittersweet Symphony (2008)
- Out of the Box (Koreansk version) (2008)

-Eternity∞-
- Eternity∞,  (2009)

Singlar
-Sweetbox-
- Trying to Be Me (2001)
- For the Lonely (2001)
- Cinderella (2001)
- Boyfriend (2002)
- Read My Mind (2002)
- Here on My Own (Lighter Shade of Blue) (2003)
- Life Is Cool
- Killing Me DJ
- More Than Love/This Christmas
- Everything's Gonna Be Alright -Reborn- (promo; 2005)
- Addicted (2006)
- Here Comes the Sun (promo; 2006)

-Jade Valerie-
- Just Another Day (2007)
- Crush featuring Baek Ji Young (2007)
- You Don't Know Me featuring Kim Dong Wan (2008)
- Unbreakable (2008)
- Razorman (2008)
- Oh Holy Night (2008)

-Eternity∞-
- Love (2009)